# White Terror
Pour plus de détails, voir Fiche technique et Distribution.
White Terror est un film documentaire du réalisateur suisse Daniel Schweizer sorti en 2005. C'est une coproduction entre la Suisse et la Finlande.
Ce film est le dernier volet de la trilogie sur le mouvement skinhead réalisée par Schweizer, après Skin or Die et Skinhead Attitude.

## Synopsis
Ce documentaire parle du mouvement skinhead d'extrême droite. Le film retrace, grâce à des témoignages, les différents aspects du mouvement extrémiste. Il explique notamment comment le mouvement recrute de nouveaux membres et en démontre sans retenue les principales idées.

## Thématique abordée
Le début du documentaire laisse s'exprimer l'état de choc de la population d'un canton suisse germanophone en apprenant que des jeunes entre 19 et 22 ans ont tué l'un des leurs et ont balancé le corps dans un lac depuis un pont surélevé ; le motif : la victime avait enfreint une loi du silence concernant leur organisation.
Partant de cette résurgence de la violence, le réalisateur cherche à trouver des ramifications.
Il traite de la nébuleuse Blood and Honour structurée en Europe depuis 1990 par une législation en Suède permissive pour les supports de médiatisation ; en Amérique des groupuscules « leaderless » associant survivalisme et suprématie blanche (mouvement WAR, secte Creativity Movement, et Nations aryennes du révérend Richard Butler). Un long passage du reportage concerne l'évènement promotionnel organisé à Valley Forge, sur les lieux symboliques de l'indépendance nationale du pays, repris par une interprétation biaisée comme indépendance des WASPs par ses organisateurs, qui voudraient montrer aux médias une manifestation de force. Vu le ceinturage des forces de police d'État de Pennsylvanie et fédérales et le fait qu'aucun des grands médias nationaux n'a relayé cette manifestation auprès du public, il est manifeste que si l'expression publique est garantie par le premier amendement de la Constitution, l'encadrement disproportionné des forces de l'autorité publique prévient désormais tout débordement de violence de type rejet social depuis la période contestataire des années soixante (en particulier les contestations violentes liées à l'affirmation du mouvement des droits civiques dans les États du sud).
Le documentaire finit par la Russie en mentionnant la paradoxale amnésie du mouvement néonazi russe dans un pays qui sortit vainqueur du second conflit mondial au prix de 25 millions de morts. Le reportage se termine par une réflexion sur la permissivité des autorités face aux actes violents en Russie, sans laisser entendre s'il s'agit de racisme dans les institutions ou de stratégie politicienne, lorsqu'une  personnalité experte des réseaux d'extrême droite en Russie disparaît sans que l'enquête de police ne permette de retrouver ses assassins.
Dans les différents pays traversés, la comparaison est donnée des interdictions pour motif législatif ou juridique, l'Allemagne étant la plus restrictive compte tenu du contexte historique. Une personne travaillant pour l'Union européenne donne un point de vue concernant la politique de censure à appliquer pour réprimer ce genre d'exhibitions, argumentant du fait que ces dernières se replieraient dans des pays plus laxistes si une loi de ban était promulguée.
Au fil du documentaire, une vision des moyens technologiques fournis par la numérisation et le développement d'Internet montre à quel point les promoteurs de ces idées, partis d'une situation de marginalisation dans chacun de leurs pays fin 1990, ont pu trouver un public en utilisant à plein le potentiel de la mondialisation à leur propre usage.
En Europe, le recrutement des adolescents est une stratégie affichée dans le documentaire, commençant entre 14 ans et 17 ans dans les abords des concerts de Kraftschlag (de) ou Kolovrat (groupe russe) avec comme perspective d'en tirer un adepte endoctriné à 24.

## Fiche technique
- Titre : White Terror
- Réalisation : Daniel Schweizer
- Musique : Tapani Rinn
- Genre : documentaire
- Format : 35mm